# Олександрівка (Гречаноподівська сільська громада)
Олекса́ндрівка — село в Україні у Криворізькому районі, Дніпропетровської області. Входить до складу Гречаноподівської сільської громади. Населення становить — 1 116 осіб.

## Географія
Село Олександрівка розташоване за 25 км на північний схід від районного центру Широке, та за 4 км від залізничної станції Радушна, на лінії Кривий Ріг-Головний — Апостолове Криворізької дирекції Придніпровської залізниці, на відстані 1,5 км від сіл Нове Життя і Подове. Навколо села кілька іригаційних каналів. Через село проходить автомобільна дорога Т 0411.

## Історія
Олександрівка була заснована 1884 року і мала назву Слобода Олександрівка, хоча деякий час вона називалася Новоолександрівка. Але на карті 1903 року іменується «Поселок Александровский», а місцеві мешканці називали просто Олександрівка.

## Населення

### Мова
Розподіл населення за рідною мовою за даними перепису 2001 року:
| Мова            | Кількість | Відсоток |
| --------------- | --------- | -------- |
| українська      | 1363      | 93.68%   |
| російська       | 76        | 5.22%    |
| білоруська      | 12        | 0.82%    |
| румунська       | 2         | 0.14%    |
| болгарська      | 1         | 0.07%    |
| інші/не вказали | 1         | 0.07%    |
| Усього          | 1455      | 100%     |

## Економіка
- СПК «Мрія».
- ФГ «Астарта».

## Об'єкти соціальної сфери
- Школа.
- Дитячий садочок.
- Амбулаторія.
- Будинок культури.

## Релігія
В селі розташований Храм Святої мучениці Олександри ПЦУ.